# Nosotetocus debilis
Nosotetocus debilis är en skalbaggsart som beskrevs av Samuel Hubbard Scudder 1900. Nosotetocus debilis ingår i släktet Nosotetocus och familjen almsavbaggar. Inga underarter finns listade i Catalogue of Life.